# Våben (heraldik)
 Der er for få eller ingen kildehenvisninger i denne artikel, hvilket er et problem. Du kan hjælpe ved at angive troværdige kilder til de påstande, som fremføres i artiklen.

 For alternative betydninger, se Våben (flertydig). (Se også artikler, som begynder med Våben)
Et våben inden for heraldikken består først og fremmest af et skjold, våbenskjold, dekoreret med en eller flere figurer kaldet skjoldemærket. Skjoldet kan have tilbehør som en hjelm med hjelmklæde og hjelmfigur (hjelmtegn).
Hertil kan alt efter rang, mode eller personlig smag tilføjes rangkroner eller andre rangtegn, embedsinsignier, skjoldholdere, våbenkappe, ordenstegn, bånd med motto mm.
Ordet våben hedder i betydningen "heraldisk våben" våbener i flertal.
Alle i Danmark har ret til at tage et personligt våben eller et slægtsvåben. Efter grundloven af 1849 er alle adelens privilegier ophævet, men det indebærer ikke, man kan bruge andres våbener. Våben er beskyttet af loven om ophavsret.
Skjoldet er den vigtigste del af et våben. Det kan være næsten af hvilken som helst form afhængig af tid, sted, funktion eller personlige ønsker.
Et skjold kan bruges alene, med krone på, med hjelm og hjelmfigur eller med hjelmfigur alene (almindeligt i britisk heraldik).

## Hjelme
Den ældste form for hjelm der bruges inden for heraldikken er en tøndehjelm eller kedelhjelm. Den går tilbage til 1200-tallet og blev fra 1300-tallet gradvis afløst af stikhjelmen. Den bør kun bruges i forbindelse med et våben, som kan føres tilbage til 1200- eller 1300-tallet (undtagen i Skotland, hvor den bruges som ranghjelm).
Stikhjelmen har sit navn fra "at stikke", det vil sige at kæmpe med lanser i en turnering. Den kom i brug fra 1400-tallets begyndelse, og efter at den i løbet af renæssancen var afløst af trallehjelmen, blev den brugt inden for heraldikken i flere århundreder især i borgerlige våbner. Det ændredes gradvis, og i dag bruges den sikkert lige så meget i adelige som i borgerlige våbner.
Trallehjelmen eller bøjlehjelmen kom i brug i løbet af 1400-tallet. Det er dog ikke klart om den har været anvendt i turneringer eller om den blot var en paradehjelm, som turneringsdeltagerne udstillede før kampen med de tilhørende hjelmtegn. Det blev allerede i renæssancen forsøgt at gøre den til et adeligt privilegium. Det lykkedes aldrig helt.
Visirhjelmen blev anvendt fra 1500-tallet oftest set forfra med åbent visir, undertiden var de af guld, anvendt af konger og fyrster.

## Hjelmklædet
Hjelmklædet var oprindeligt et stykke stof som var fastgjort på hjelmens overside og hang ned over krigerens nakke og skuldre nok for at beskytte mod solen.
1400-tallets dragtmode udviklede hjelmklædet, og det fik folder og fald, flige, tunger og indskæringer.
Hjelmklædets tinktur er i reglen de samme som skjoldets: dets vigtigste farve på ydersiden og dets vigtigste metal på indersiden, men der findes mange undtagelser.
I 1500-tallet og senere gik udviklingen videre til "løvværk". I 1600-tallet og 1700-tallet udvikledes der en ny form for hjelmklæde: våbenkappen.

## Hjelmfigurer
For at holde holde hjelmklædet på plads kom fra omkring midten af 1300 tallet en vulst af snoet klæde rundt om hjelmen. Den skulle tillige danne basis for hjelmfiguren. Dertil anvendtes ofte også en krone, oprindelig kun brugt af de fornemme, men efterhånden blev de almindelige blandt alle stænder, så hjelmkronen er ikke en rangkrone. Siden 1700-tallet ses ofte rangkroner på hjelmen, hvilket kan være forvirrende. Ved siden af den traditionelle middelalderlige krone udvikledes efterhånden en række specielle kroneformer.
Det ældste kendte eksempel på brug af hjelmfigur ses i et segl fra 1197, men først i løbet af 1200- og 1300-tallet blev hjelmfigurer almindelige. De var i reglen fremstillet af læder, lærred på ramme, fjer og lignende og brugtes især til turnering.
Måske var det at føre hjelmfigur oprindeligt udtryk for en bestemt rang, så kun de, hvis stand tillod dem at deltage i turneringerne, havde ret til det. Nogle hjelmfigurer er forskellige fra figuren eller figurerne i skjoldet, i andre tilfælde er der sammenhæng, eller figurerne er ens.
I god heraldik vender hjelm og hjelmfigur samme vej. Kvinder og gejstlige fører ikke længere hjelm.

## Skjoldholdere
Somme tider blev et våbenskjold holdt eller båret af skjoldholdere. Der er ofte to (ens eller forskellige), men undertiden kun én og en sjælden gang mere end to. De fleste skjoldholdere er dyr eller fabelvæsner, men mennesker og menneskelignende skabninger optræder ganske ofte. Skjoldholdere begyndte i heraldikken fra omkring midten af 1400-tallet.

## Våbenkappe
Våbenkappen, undertiden også kaldt et våbentelt, er et draperi som hænges omkring våbenskjoldet. Oprindelsen kan føres tilbage til 1500-tallet og skal måske søges i de pragt- eller embedskapper som fyrster og høje embedsmænd bar til skue, og som hørte til deres embedsinsignier.
Våbenkappe anvendes især til fyrster, højadel og indehavere af høje embeder, men ikke af alle i disse kategorier, og der er intet i vejen for at f.eks. borgerlige kan anvende den.
En våbenkappe er i reglen purpur eller rød, men kan også være blå. Den er undertiden mønstret med liljer, kroner eller Napoléons bier. Indersiden er i reglen hermelin, men også gult og hvidt (guld og sølv) ses.